# Програми UNIX-подібних операційних систем
Список популярних програм, що працюють в операційних системах, заснованих на UNIX. Деякі з цих програм є стандартними для UNIX-систем.

## Системні програми

### Загального призначення
- dd — Перетворення і копія файлів (Disk Dump). Заповнення файлу або диска даною послідовністю байтів
- dirname (або basename) — Повертає частину шляху до вказаного файлу
- echo — Вивід до стандартного виводу
- env — Вивід або зміна змінних оточення (environment); запускає програму з індивідуальним оточенням
- file (або stat) — Визначає тип файлу (надає інформацію про файл із файлової системи)
- nohup — Запускає програму в фоновому режимі (несприйнятлива до сигналу hang up, вивід не на термінал)
- sh — Bourne shell, стандартний командний процесор в операційних системах UNIX
- uptime — Виводить час від останнього перезавантаження

### Керування системою
- fuser — Розпізнає процеси по файлах або сокетах
- logger — Створює запис в системному журналі
- newgrp (або sg) — Зміна поточної групи користувача на час сесії (або для виконання одної команди)
- pathchk — Перевіряє на переносимість імен файлів

#### Інформація про ядро
- date — Поточна дата і час (вивід/встановлення)
- dmesg — Відображає буфер системного повідомлення
- ipcrm — Керує засобами IPC (чергою повідомлень, семафорами та сегментами подільної пам'яті)
- ipcs — Виводить інформацію щодо засобів IPC
- uname — Виводить інформацію щодо ядра системи

#### Керування процесами і завданнями
- anacron — Планувальник завдань, див. cron
- at — Планувальник одноразових команд
- chroot — Змінює кореневу (root) директорію для даного і всіх дочірніх процесів
- cron — Планувальник періодичного запуску команд
- crontab — Редактор скриптів crontab планувальника завдань cron
- daemonic — Запуск демонів, переважно в init-скриптах
- kill — Передає сигнал процесу (за його PID), зокрема, для завершення
- killall — Передає сигнал групі процесів (за іменем)
- nice (або renice) — Встановлення пріоритету процесу при запуску (або вже запущеного)
- pgrep — Пошук процесу за іменем або іншим атрибутом
- pidof — GNU/Linux еквівалент pgrep або утиліта, що відображує PID по імені процесу
- pkill — Передає вказаний сигнал процесам, знайденим за іменами або іншими атрибутами
- ps — Виводить інформацію про поточні процеси
- sleep — Затримка на заданий час (у сценаріях командного процесора)

#### Керування і супровід користувачем[що?]
- finger — Виводить системну інформацію про користувача
- id — Виводить інформацію про ідентифікатор та групи користувача (real/effective UIDs/GIDs)
- last — Виводить список останніх входів користувача
- lastlog — Перевіряє журнал останніх входів
- locale — Виводить інформацію щодо поточної локалізації
- localedef — Налаштовує поточну локалізацію
- logname — Друкує логін користувача
- man — Відображує інформацію в допомогу по команді (найважливіша команда для користувача-початківця)
- mesg — Можливість отримувати повідомлення від інших користувачів, які використовують write
- passwd — Зміна пароля користувача
- su — Запускає новий процес (за умовчанням shell) від імені іншого користувача (за замовчуванням root)
- sudo — Запускає програму від імені суперкористувача (root)
- users — Показує логіни користувачів, що наразі увійшли до системи
- w (також who) — Показує логіни й додаткову інформацію щодо користувачів, що наразі увійшли в систему
- whatis — Пошук по довідкових сторінках
- whereis — Виводить повний шлях до команди і сторінки довідника асоційованих з якою-небудь командою
- which — Показує повний шлях до вказаної програми
- whoami — Виводить логін поточного користувача
- write — Відправляє повідомлення іншому користувачеві, що наразі увійшов до системи

#### Налаштування терміналів
- stty — Зміна налаштувань терміналу або друк поточних налаштувань
- tput — Ініціалізація інформації сумісності терміналу
- tty — Друкує ім'я файлу терміналу, підключеного до стандартного введення

### Файли і текст
- info — Інтерактивна довідкова система для ПО GNU
- man — Стандартна для Unix систем документація
- more (також less) - Відображує текстовий файл поекранно (або з можливістю прокрутки)
- cat - Виводить текстовий файл на екран терміналу